# ロマンスドール
『ロマンスドール』は、タナダユキによる2009年の小説、及びそれを原作とする2020年1月24日公開の日本映画。監督は原作者のタナダ自身が担当し、全編16mmフィルムで撮影されている。PG12指定。ラブドール職人の夫と、その妻の10年間を描く。
当初は2019年秋に公開予定だったが、同年3月12日に出演者の一人であるピエール瀧が麻薬及び向精神薬取締法違反容疑で逮捕されたことを受け、翌年の1月24日に延期された。

## 概要
原作となる同名小説は企画の10年前に発表され、タナダは本作の着想について「もともと“職人”という職業に憧れがあった (中略) ジャンルが『アダルト』という区分なだけで、その素晴らしい手仕事をする職人たちは、永遠に国宝にはなれないわけでしょう？それなら私が、ラブドール職人にスポットライトをあてたラブストーリーを描いてみたいなって思った」と述べている。
キャスティングに関して、タナダは哲雄役に高橋一生を密かに希望しており、かつて共に仕事をした際に「お芝居に非の打ち所がないだけでなく、すごく器用でもあって、より一層、哲雄を託せるのは高橋一生さんしかいないと確信しました」とコメントしている。
主題歌を担当したnever young beachのメンバーの一人である安部勇磨は高橋の弟であり、兄弟コラボ作品ともなっている。

## 登場人物
北村哲雄
演 - 高橋一生
美大の彫刻科を出てフリーターをしていたが、ひょんなことからラブドールを製作する久保田商会で働くことになる。ラブドールについては知識も関心もなかったが、造形師である相川の元で働くうちに職人としての情熱が生まれていく。型取りモデルとして出逢った園子に一目惚れし、その日のうちに交際を申し込む。結婚後は仕事に打ち込むあまり夫婦関係をおろそかにしてしまい、また園子に軽蔑されることを恐れて職業を隠し続けていたこともあって、園子との間がぎくしゃくしていく。
北村園子
演 - 蒼井優
元美術モデル。旧姓は小沢。「医療用人工乳房の型取り」という名目を信じて久保田商会を訪れ、そこで出逢った哲雄と結婚。気立てがよく愛妻弁当を欠かさない良き妻だが、ある秘密を抱えることになり、悩んだ末にひとりになることを決意して哲雄に離婚を申し出る。
両角
演 - 浜野謙太
相川亡きあと、哲雄の助手として久保田商会に加わる。哲雄が苦心して実用にこぎつけた新素材エラストマーの配合データを盗んで「世界初のエラストマー製ラブドール」を発売する。
ひろ子
演 - 三浦透子
哲雄が夜のゲームセンターで出逢ったOL。園子との間がぎくしゃくしていた哲雄と一夜限りの関係を持つ。
原田
演 - 大倉孝二
久保田商会を内偵している調査官。久保田とは長い付き合い。
久保田薫
演 - ピエール瀧
久保田商会社長。警官だった頃に相川と出逢い、久保田商会を設立した。常にリアリティを追求し、また職人の思いやこだわりをよく理解しており、わいせつ物頒布等の罪に抵触する製品を出して逮捕されることも珍しくない。
田代まりあ
演 - 渡辺えり
久保田商会の古株で、管理業務担当。相川とは「キンキン」「おばちゃん」と呼び合う仲。哲雄を始めとした社員の皆を暖かく見守っている。
相川金次
演 - きたろう
久保田商会唯一の造形師。哲雄の師匠であり、良き相談相手。大学卒業後、おもちゃメーカー勤務を経て、子供向けのソフトビニール人形を作ろうと独立したが、相方に裏切られて破綻し、妻子とも別れた。やるせなさから飲み屋で暴れて留置場に入れられ、そこで出逢った久保田と共に久保田商会を立ち上げる。ラテックス、ソフトビニール、シリコンと素材を変えながら、30年にわたって「究極の人形」を追求している。引退前の最後の新製品開発で、「医療用人工乳房の製作」と偽って生身の女性から型取りすることを思いつく。

## スタッフ
- 原作：タナダユキ『ロマンスドール』（角川文庫刊）
- 脚本・監督：タナダユキ
- 音楽：世武裕子
- 主題歌：never young beach『やさしいままで』 (SPEEDSTAR RECORDS / Victor Entertainment)
- 製作：松井智、堀内大示、大富國正、堤天心、門田庄司、新井重人
- 企画・プロデュース：永田芳弘
- プロデューサー：湊谷恭史、米山加奈子
- 撮影：大塚亮
- 照明：木村匡博
- 録音：小川武
- 美術：井上心平
- 装飾：遠藤善人
- 衣装：宮本茉莉
- ヘアメイク：有路涼子
- 特殊造形・特殊メイク：宗理起也
- 編集：宮島竜治
- VFX：堀田弘明
- 助監督：松倉大夏
- スクリプター：増子さおり
- 制作担当：村山亜希子
- フードコーディネーター：なかしましほ
- 特別協力：オリエント工業
- 配給：KADOKAWA
- 制作プロダクション：ザフール
- 企画・製作幹事：ハピネット
- 製作：「ロマンスドール」製作委員会（ハピネット、KADOKAWA、エキスプレス、U-NEXT、TBSラジオ、日活）